# Modulierte Rückstreuung

RFID-Tag für UHF, in der Mitte der Chip umgeben von metallisiertem Papier als Antenne

Die Kopplung durch modulierte Rückstreuung ist ein Betriebsmodus für die Datenübertragung elektronischer und optischer Signale. 
Das physikalische Prinzip der modulierten Rückstreuung wird mit RFID-Transpondern verwendet, in der Regel durch gegenphasige Feldschwächung, mit der ein batterieloses Kennzeichen im Fernfeld ein Antwortsignal überträgt.
Bei UHF-RFID nach ISO 18000-6 sendet das Lesegerät ein Signal mit bekannter Frequenz und Codierung, während der Transponder im RFID-Chip für das Antwortsignal in schneller Folge die Impedanz der Antenne verändert und dadurch deren Reflexionsverhalten („Umschalten von Reflexion auf Absorption“). Die dadurch entstehenden Seitenbänder (Nebenfrequenzen) kann das Lesegerät von dem gesendeten Träger trennen. Der Transponder moduliert die Seitenbänder, um damit Informationen an das Lesegerät zu übermitteln. Im Unterschied zur induktiven Kopplung (Lastmodulation) der HF-RFID-Tags (nach ISO 18000-3) können mit den zugelassenen Sendeenergien größere Reichweiten bis zu 100 Metern erreicht werden. 
Allerdings sind Störungen durch Mehrwegeausbreitungen, Phasendrehungen und Überlagerungen im Fernfeld ein beschränkender Effekt für die Empfangsmöglichkeiten.